# BIOMAN
BIOMAN（バイオマン、1986年11月25日 - ）は、日本のミュージシャン、ソングライター、DJ、グラフィックデザイナー。

## 概要
neco眠る、千紗子と純太などに参加。Piiへの楽曲提供やユニクロをはじめとした商業音楽、ドラマの劇伴音楽など、個人名義でソングライターとしても活動。グラフィックデザイナーとして、音楽関係を中心にジャケットデザイン、フライヤーデザインを多数手掛ける。ミュージシャンのオオルタイチは実兄。豆、卵、そばアレルギー。

## 来歴
- 2008年
  - 良いシンセサイザーを持っていたことからneco眠るに加入[2]。
- 2016年
  - CASIOトルコ温泉のメンバーでもあるMTGこと千紗子との歌ものポップスユニット千紗子と純太を結成、『夢の海』をSoundCloud上にて公開[3]。
- 2017年
  - 千紗子と純太『夢の海』をこんがりおんがくより限定プレスの12inchヴァイナルでリリース[4]。
  - 千紗子と純太『若光物語EP』をWeb上で公開[5]。
  - 元BiSのテンテンコとの「テンテンコとBIOMAN」名義で『たんぽぽ便り』をWeb上で公開[6]。
  - neco眠る feat. 安部勇磨(never young beach)/スチャダラパー+ロボ宙の『SAYONARA SUMMER/ひねくれたいの』をリリース、両曲の作曲を担当[7]。
  - neco眠る3rdアルバム『Typical』をリリース[8]。
- 2018年
  - 千紗子と純太1stアルバム『千紗子と純太と君』リリース[3]。
  - シンガーソングライターの王舟との「王舟 & BIOMAN」名義で、イタリアにて滞在制作したインストアルバム『Villa Tereze』をNEWHERE MUSICからリリース[9]。
  - テンテンコ『ALL YOU NEED IS CAT～猫こそはすべて』収録のneco眠るとテンテンコとの共作「Animal’s Pre-Human (with neco眠る)」の作詞作曲を担当[10]。
- 2019年
  - tofubeats『RUN』のリリースパーティ京都公演の出演をきっかけに千紗子と純太のライブ活動を開始[11]。
  - 千紗子と純太『めっちゃII』配信開始[12]。
- 2020年
  - 千紗子と純太『だからさよなら』配信開始[13]。
  - 東心斎橋のクラブ「Club STOMP」の救済コンピレーション・アルバムに、千紗子と純太とSHIZKAの共作『formant sunrise (vocal edit)』を提供[14]。
  - 大阪のEM Recordsより発売された岩本清顕『SOUGI+（ソウギ・プラス）』に『Love Will Tear Us Apart(Chisako & Junta Rework)』を提供[15]。
  - 脚本：野木亜紀子、監督：山下敦弘、主演：古舘寛治×滝藤賢一のテレビ東京金曜深夜のドラマ 24「コタキ兄弟と四苦八苦」の劇伴音楽を王舟 & BIOMANが製作[16]。
- 2021年
  - 千紗子と純太『だからさよなら』がアナログ化[17]。
  - CHANELの2021/22年秋冬オートクチュールコレクションにて岩本清顕『Love Will Tear Us Apart(Chisako & Junta Rework)』が使用される[18]。
- 2022年
  - 小沢健二、PORIN(Awesome City Club)とともにJ-WAVE『WOW MUSIC』にラジオ出演[19]。
  - 千紗子と純太『こんなん』をEM Recordsよりリリース[20]。
  - neco眠る『準無職』をリリース[21]。
  - 「neco眠る 20th Anniversary TOUR」を開催[22]。
- 2023年
  - 林哲司50周年トリビュートアルバム『Saudade』より、PORIN(Awesome City Club)のソロプロジェクトPiiがカバーした『September』(原曲:竹内まりや)の編曲を担当[23]。
  - Pii『ササユリの花の薄化粧』リリース、作詞作曲を手がける[24]。
  - スケートブランドPalace Skateboards（英語版）がキュレーションするApple Music DJ Mixの「Beatrice Dillon Summer Mix (DJ Mix)」にて千紗子と純太『こんなん』が使用される[25]。
  - neco眠る4thフルアルバム『実家の鍵』をリリース、内タイトル曲を含む11曲を作曲。12inchアナログ版もリリースされる[26]。
  - 西松屋テレビCM「おでかけ篇」に、neco眠るで片想いの片岡シンをボーカルに迎え楽曲提供、作曲を担当[27]。
- 2024年
  - アニメ『となりの妖怪さん』オープニング主題歌のPii『お化けひまわり』を作曲[28]。
  - CHANELの2023/24年メティエダールコレクションに際して制作されたレコード『Chanel MCR』に『岩本清顕 – Love Will Tear Us Apart (千紗子と純太 Rework)』が収録される[29]。
  - neco眠る非販売・非配信形式の『友達の店EP』をリリース、全曲を作曲[30]。
  - 突発性難聴を発症し入院。その際の入院日記を元にZINE「病室、自分らしく」を発表[31]。

## 参加作品

### neco眠る
| 日付           | タイトル                                      | 分類         | 備考                                                  |
| -------------- | --------------------------------------------- | ------------ | ----------------------------------------------------- |
| 2007年4月11日  | ENGAWA BOYS PENTATONIC PUNK                   | アルバム     |                                                       |
| 2009年7月8日   | EVEN KICK SOY SAUCE                           | ミニアルバム |                                                       |
| 2009年7月8日   | DASI CULTURE(12inch)                          | シングル     |                                                       |
| 2010年3月24日  | 猫がニャ〜て、犬がワンッ!(7inch)              | シングル     |                                                       |
| 2010年6月2日   | ボーイズ                                      | DVD          |                                                       |
| 2011年7月9日   | LIVE 2010.12.29                               | アルバム     |                                                       |
| 2013年12月25日 | BOY/お茶(12inch)                              | シングル     |                                                       |
| 2014年11月26日 | BOY                                           | アルバム     |                                                       |
| 2014年         | Live Bootleg,2014                             | アルバム     |                                                       |
| 2017年8月30日  | SAYONARA SUMMER / ひねくれたいの(7inch)       | シングル     |                                                       |
| 2017年11月22日 | Typical                                       | アルバム     |                                                       |
| 2018年11月28日 | テンテンコ with neco眠る - Animal’s Pre-Human | 参加作品     | テンテンコ『ALL YOU NEED IS CAT〜猫こそはすべて』収録 |
| 2019年         | 東急田園都市線                                | 楽曲提供     | TBSラジオ「ACTION」ラジオ内コーナー                   |
| 2022年11月16日 | 準無職                                        | シングル     |                                                       |
| 2023年         | -                                             | 楽曲提供     | 西松屋テレビCM「おでかけ篇」                          |
| 2023年4月5日   | 実家の鍵                                      | アルバム     |                                                       |
| 2023年10月7日  | 実家の鍵(12inch)                              | アルバム     |                                                       |

### 千紗子と純太
| 日付           | タイトル                                                 | 分類     | 備考                                                 |
| -------------- | -------------------------------------------------------- | -------- | ---------------------------------------------------- |
| 2016年         | 夢の海                                                   | シングル | Web上にて公開                                        |
| 2017年1月20日  | 夢の海(12inch)                                           | シングル |                                                      |
| 2017年5月1日   | 若光物語EP                                               | EP       | Web上にて公開                                        |
| 2018年9月12日  | 千紗子と純太と君                                         | アルバム |                                                      |
| 2019年12月14日 | めっちゃII                                               | シングル | 配信限定                                             |
| 2020年12月3日  | だからさよなら                                           | EP       | 配信限定                                             |
| 2020年7月1日   | SHIZKA feat. 千紗子と純太 – formant sunrise (vocal edit) | 参加作品 | Club STOMPのドネーションコンピ『The Encounters』収録 |
| 2020年9月18日  | 岩本清顕 - Love Will Tear Us Apart (千紗子と純太 Rework) | 参加作品 | 岩本清顕『SOUGI+』収録                               |
| 2021年5月19日  | だからさよなら(12inch)                                   | EP       |                                                      |
| 2022年5月27日  | こんなん(7inch)                                          | シングル |                                                      |

### 王舟 & BIOMAN
| 日付          | タイトル                       | 分類     | 備考             |
| ------------- | ------------------------------ | -------- | ---------------- |
| 2018年5月23日 | Villa Tereze                   | アルバム | イタリア滞在制作 |
| 2020年        | ドラマ「コタキ兄弟と四苦八苦」 | 劇伴製作 |                  |

### テンテンコとBIOMAN
| 日付          | タイトル     | 分類     | 備考          |
| ------------- | ------------ | -------- | ------------- |
| 2017年6月12日 | たんぽぽ便り | シングル | Web上にて公開 |

## 楽曲提供
| 日付           | アーティスト | タイトル             | 担当       | 備考                                                                  |
| -------------- | ------------ | -------------------- | ---------- | --------------------------------------------------------------------- |
| 2023年10月6日  | Pii          | September            | 編曲       | 原曲：竹内まりや。林哲司50周年トリビュート・アルバム『Saudade』収録。 |
| 2023年11月29日 | Pii          | ササユリの花の薄化粧 | 作詞・作曲 |                                                                       |
| 2024年4月24日  | Pii          | お化けひまわり       | 作曲       | テレビアニメ『となりの妖怪さん』オープニング主題歌。                  |